# Новий Венгжинув
Новий Венгжинув (пол. Nowy Węgrzynów) — село в Польщі, у гміні Слупія Єнджейовського повіту Свентокшиського воєводства.
Населення — 165 осіб (2011).

## Демографія
Демографічна структура на день 31 березня 2011 року:
|          | Загалом | Допрацездатний вік | Працездатний вік | Постпрацездатний вік |
| -------- | ------- | ------------------ | ---------------- | -------------------- |
| Чоловіки | 80      | 15                 | 56               | 9                    |
| Жінки    | 85      | 22                 | 40               | 23                   |
| Разом    | 165     | 37                 | 96               | 32                   |